# Platycarpa
Platycarpa är ett släkte av svampar. Platycarpa ingår i familjen Eocronartiaceae, ordningen Platygloeales, klassen Pucciniomycetes, divisionen basidiesvampar och riket svampar.
|            | Eocronartium                                                                    |
|            |                                                                                 |
|            | Herpobasidium                                                                   |
|            |                                                                                 |
| Platycarpa | \| \| Platycarpa boliviensis \| \| \| \| \| \| Platycarpa polypodii \| \| \| \| |
|            | \| \| Platycarpa boliviensis \| \| \| \| \| \| Platycarpa polypodii \| \| \| \| |
|            | Jola                                                                            |
|            |                                                                                 |
|            | Ptechetelium                                                                    |
|            |                                                                                 |
|            | Platycarpa boliviensis                                                          |
|            |                                                                                 |
|            | Platycarpa polypodii                                                            |
|            |                                                                                 |

|  | Platycarpa boliviensis |
|  |                        |
|  | Platycarpa polypodii   |
|  |                        |